# José Manuel Seda
José Manuel Seda (né le 10 août 1968  à Séville) est un acteur espagnol .

## Biographie
José Manuel Seda est notamment connu pour son interprétation du rôle de Martín Aguilar dans la série télévisée espagnole Physique ou Chimie.

## Filmographie

### Acteur

#### Cinéma
- 1999 : Jeu de rôles de Mateo Gil : Capa
- 1999 : Solas de Benito Zambrano : Vigilante
- 2006 : La Distancia de Iñaki Dorronsoro : Ayudante de policía
- 2011 : 23-F : la película : Felipe González
- 2018 : Vitoria, 3 de marzo

#### Courts-métrages
- 2000 : En malas compañías
- 2006 : Marina : la última bala
- 2006 : Tocata y fuga
- 2011 : Agua pasada
- 2011 : Odio
- 2014 : Alba

#### Télévision

##### Séries télévisées
- 1994 : Los ladrones van a la oficina
- 1997 : Vidas cruzadas : Antonio Herrero
- 1998 : Plaza Alta : Víctor
- 2001 : Arrayán : Pablo Santiesteban
- 2003 : Un, Dos, Tres
- 2004 : Aquí no hay quien viva : Toni Romero
- 2004 : Hospital Central : Damián Orellana
- 2004 : La Famille Serrano : Policía
- 2006 : Mi querido Klikowsky : Gonzalo de Soto
- 2006-2009 : Yo soy Bea : Gonzalo de Soto
- 2009 : El Bloke. Coslada cero : Vicente
- 2009-2011 : Physique ou chimie : Martín Aguilar
- 2012 : Frágiles : Padre de Dani
- 2015 : Rabia : Jefe de Belén
- 2016 : El Caso. Crónica de sucesos : Mario
- 2016 : Olmos y Robles : Gustavo Peña
- 2017 : Cuéntame : Agente Cesid
- 2017 : Mónica Chef : Pedro
- 2017 : Perdóname, Señor : Ramón Menéndez
- 2019 : Toy Boy : Borja Medina
- 2021 : La Casa de Papel : Sagasta

##### Téléfilms
- 2005 : El camino de Víctor : Julio
- 2016 : 22 ángeles

### Réalisateur

#### Courts-métrages
- 2005 : Tránsito

### Producteur

#### Courts-métrages
- 2005 : Tránsito

### Scénariste

#### Courts-métrages
- 2005 : Tránsito